# Izbeglii
Izbeglii (bułg. Избеглии) – wieś w Bułgarii, w obwodzie Płowdiw, w gminie Asenowgrad. Według danych szacunkowych Ujednoliconego Systemu Ewidencji Ludności oraz Usług Administracyjnych dla Ludności, 15 czerwca 2020 roku miejscowość liczyła 915 mieszkańców.

## Osoby związane z miejscowością

### Urodzeni
- Christosko Stefanow – bułgarski czetnik Tane Nikołowa[2]